# Robert Roy MacGregor
Robert Roy MacGregor (pokřtěn 7. března 1671 – 28. prosince 1734), obvykle známý jako Rob Roy nebo Red MacGregor, byl slavný skotský lidový hrdina a psanec z počátku 18. století, někdy známý jako skotský Robin Hood.
Rob Roy je poangličtěná verze skotsko-gaelského jména Raibeart Ruadh, Rudý Robert. To proto, že Rob Roy měl zrzavé vlasy, i když mu v pozdějším věku ztmavly do kaštanové barvy.